# Candace Nkoth Bisseck
Candace Nkoth Bisseck est une femme d'affaires et entrepreneure camerounaise. Ancienne directrice de Kaymu Cameroun, elle est la fondatrice de la plateforme Black Roses Mentors.
Le Magazine Forbes Afrique la classe en 2015 à la première place de son top 30 des jeunes dirigeants africains trentenaires les plus influents.

## Biographie

### Enfance, éducation et débuts
Candace grandit à Édéa au Cameroun. Elle commence ses études académiques en faculté de Droit à l’Université de Yaoundé II à Soa. Après un début de carrière en Côte d'Ivoire, elle rejoint l’ESSEC Business School de Paris où elle obtiendra un MBA en 2013.

### Carrière

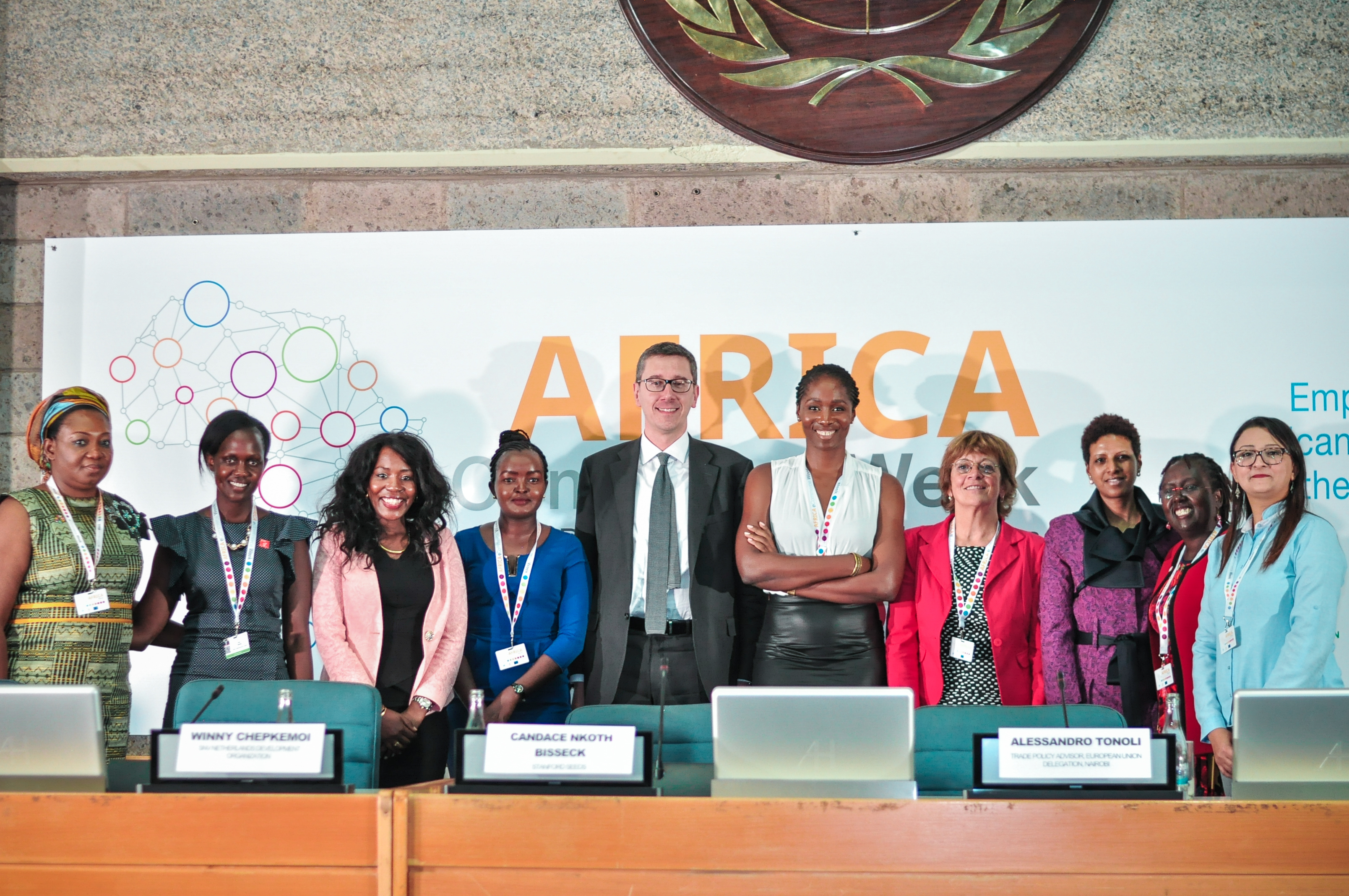
Candace Nkoth Bisseck (au centre) animant une conférence sur l'e-commerce et le développement des femmes en Afrique.

Ses études à l'ESSEC lui permettent de travailler au sein du groupe L'Oréal. Elle a aussi au cours de ses études l'opportunité de travailler en qualité de consultante en innovation pour un groupe pharmaceutique au sein d'un projet coordonné par Capgemini Consulting à Singapour et en Chine. Après son MBA, elle est recrutée comme consultante dans le secteur de l'innovation, des télécommunications et de l'économie numérique pour des organisations africaines et européennes au sein du cabinet Polyconseil,.
En 2014, elle prend la tête de l'équipe de Kaymu Cameroun, une entreprise spécialisée dans le commerce en ligne en qualité de Country Manager et occupe le poste jusqu'en 2017,. L'entreprise deviendra successivement  Jumia Market,, puis Jumia.
Par la suite, Candace est recrutée par l’université de Stanford en tant que conseillère de dirigeants de PME sur le programme Seed,.
En 2019, elle rejoint les Nations Unies en tant que responsable du programme e-Trade for Women mis en place par la CNUCED,.
Depuis 2020, elle dirige Innoa Consulting, un cabinet spécialisé dans le développement de leaders impactants à travers la création d’environnements organisationnels valorisant l’inclusion, la collaboration et l’innovation, afin de favoriser une réussite durable,,.
Elle est également la fondatrice de la plateforme Black Roses Mentors, qui accompagne les femmes professionnelles et entrepreneures issues de la migration et de la diaspora africaine dans la réalisation de leurs projets et la transformation de leur carrière,.
En 2024, Candace a publié son premier ouvrage autobiographique, Miracles Sans Frontières Tome 1 - Survivre à Abidjan (Miracles Beyond Borders part 1 - Surviving Abidjan en anglais), qui retrace un chapitre marquant de son parcours personnel et professionnel,.
Depuis 2024, elle exerce la fonction de présidente de l'APNS (African Professional Network Switzerland), un réseau destiné à la promotion et au soutien des professionnels afro-descendants en Suisse.

## Prix et distinctions
- 2010 : Prix de la meilleure innovation CPI - Schoolab[21]
- 2015 : 1ère place du classement Forbes Afrique francophone 2015 de 30 jeunes acteurs du changement[22],[23],[24]
- 2016 : Prix du Jeune Cadre Dynamique de l’année 2016 par l’Association Jeunesse Camerounaise for le Développement
- 2017 : Next Generation Women Leaders décerné par McKinsey and Company[25],[3]